# Bostadskollektiva kommittén
Bostadskollektiva kommittén var en svensk statlig bostadspolitisk kommitté, tillsatt 1948, som gjorde en omfattande översyn av de olika former av service som bör finnas i välordnade bostadsområden. Utredningen lämnade betänkanden om hemhjälp, kollektivhus, tvättstugor och allmänna samlingslokaler.
Ordförande var riksdagsledamoten och tidigare mångåriga Stockholms-borgarrådet Yngve Larsson, som även varit en tongivande ledamot i 1910-talets bostadskommission. Övriga sakkunniga i kommittén var rektor Ester Arfwedson, fru Rosa During, kommunalborgmästaren i Nässjö August Johnson, direktören i HSB:s Riksförbund Sven Kypengren, stadsbyggnadsdirektören i Stockholm Göran Sidenbladh samt fil. lic. Brita Åkerman Johansson.

## Betänkanden
- 1. Hemhjälp (1952)[1]
- 2. Kollektivhus (1954)[2]
- 3. Tvätt (1955)[3][4]
- 4. Samlingslokaler (1955)[5]
- Slutbetänkande (1956)[6]